# Bibeltroskab
Bibeltroskab er betegnelse for det standpunkt og bibelsyn, at Bibelen er Guds Ord. Det kan forstås forskelligt, enten som et fundamentalistisk bibelsyn (til tider også kaldt for et ortodoks bibelsyn), der hævder at Bibelen er blevet til under inspiration fra Gud, og er derfor ufejbarligt i alle enkeltheder og hævet over al menneskelig kritik. Bibeltroskab kan dog også forstås mere moderat (det konservative bibelsyn), som at Bibelen er sand i alle ting, der omhandler tro og livsførelse. 
I nyere tid går bibeltroskab tilbage til den lutherske ortodokse periode efter reformationen, der meget kategorisk hævdede verbalinspirationslæreren. Disse ideer gik videre i pietismen og findes i dag i Danmark i de folkekirkelige missionsforeninger og mange frikirker. På verdensplan bliver disse bevægelser og opfattelser benævnt som evangelikal teologi.

## Bibeltro kirker og foreninger

### Missionsforeninger i Danmark
- Indre Mission

| Citat | Vi er helt afhængige af et fundament for vores liv som kristne. Et fundament, der er klippefast, så det både kan bære os og fastholde os, så vi ikke blæses omkuld. Dette fundament er Bibelens og folkekirkens bekendelsesskrifter, hvor Jesus er det klare centrum. IM's hjemmeside | Citat |
|       | |       |

- Luthersk Mission

| Citat | I forståelsen af kristendommen ønsker LM at være tro over for Bibelen. LM's hjemmeside | Citat |
|       |                                                                                        |       |

- Evangelisk Luthersk Missionsforening

| Citat | Bibelen er grundlaget for vores forening. Vi er overbeviste om, at Bibelen er Guds ord og derfor troværdigt og fejlfrit. ELM's hjemmeside | Citat |
|       | |       |

### Andre folkekirkelige organisationer
- Kristeligt Forbund for Studerende

| Citat | KFS bygger sit arbejde på Bibelen som Guds troværdige ord KFS' hjemmeside | Citat |
|       |                                                                           |       |

- Menighedsfakultetet

| Citat | Bibelen er Guds ord, blevet til under Helligåndens inspiration og ledelse, den er det troværdige vidnesbyrd om Guds store frelsesgerninger i historien, den ufejlbarlige meddelelse af den frelsende sandhed i Gudsåbenbaringen i Jesus Kristus, derfor den absolutte autoritet i alle spørgsmål vedrørende tro og livsførelse, og som sådan norm for kirkens forkyndelse og lære Menighedsfakultetets hjemmeside | Citat |
|       | |       |

- Dansk Bibel-Institut

| Citat | Glæde over Evangeliet, tillid til Bibelen og kærlighed til mennesker DBI's hjemmeside | Citat |
|       |                                                                                       |       |

- KFUM og KFUK

### Frikirker
- Pinsebevægelsen

| Citat | Bibelen er en enestående bog, fordi den er Guds tale til mennesker gennem alle tider. Bibelen er skrevet af almindelige mennesker, som modtog et budskab fra Gud. Derfor er dens indhold ikke menneskers tanker, men Guds ufejlbarlige ord. Pinsekirkens hjemmeside | Citat |
|       | |       |

- Apostolsk Kirke

- Adventistkirken

| Citat | Som en bevægelse ønsker adventister med Bibelen som den absolutte norm og det sikre grundlag at nå til en stadig bedre forståelse af Guds vilje. | Citat |
|       | |       |

Adventist Arkiveret 19. august 2007 hos  Wayback Machine
- Evangeliske-Lutherske frikirke

| Citat | Vi tror, at Gamle og Nye Testamentes bøger er Guds troværdige og ufejlbare ord, inspireret af Helligånden og skrevet af profeter og apostle. - Bibelen er vor eneste kilde og rettesnor for kristen tro, lære og liv. Den evangelisk-lutherske Frikirkes hjemmeside | Citat |
|       | |       |

- Det Danske Missionsforbund

| Citat | Bibelen anses for at være Guds ord. Den er derfor også højeste autoritet i alle spørgsmål om tro og liv. Bibelens centrum defineres som personen Jesus Kristus. Missionsforbundets hjemmeside | Citat |
|       | |       |

| Religion | Spire Denne religionsartikel er en spire som bør udbygges. Du er velkommen til at hjælpe Wikipedia ved at udvide den. |